# 홍무
홍무(洪武, 1368년 ~ 1398년)는 명나라 태조(太祖) 홍무제(洪武帝)의 연호이다. 31년 가량 사용하였다. 영락제가 일으킨 정난의 변 이후로 건문 연호를 폐지하고, 홍무 연호로 잠시 환원 되었다가 영락으로 개원하였다.

## 개원
- 오(吳) 2년 1월 4일[1](율리우스력 1368년 1월 23일)에 명나라 건국 후, 연호를 홍무(洪武)로 건원함.[2][3][4]

- 홍무(洪武) 31년 윤 5월 10일[5](율리우스력 1398년 6월 24일)에 연호를 건문(建文)으로 정하고, 다음 해 1월 1일[6](율리우스력 1399년 2월 6일)에 개원함.[7][8][4]

- 건문(建文) 4년 6월 18일[9](율리우스력 1402년 7월 18일)에 건문제 폐위로 인하여 연호를 폐하고, 홍무(洪武) 연호로 환원함.[10][11][4][12]

- 홍무(洪武) 35년 7월 1일[13](율리우스력 1402년 7월 30일)에 연호를 영락(永樂)으로 정하고, 다음 해 1월 1일[14](율리우스력 1403년 1월 23일)에 개원함.[15][11][4]

## 연대 대조표
| 홍무   | 서기(西紀) | 간지(干支) | 북원 연호       |
| 원년   | 1368년     | 무신(戊申) | 지정(至正) 28년 |
| 2년    | 1369년     | 기유(己酉) | 지정 29년       |
| 3년    | 1370년     | 경술(庚戌) | 지정 30년       |
| 4년    | 1371년     | 신해(辛亥) | 선광(宣光) 원년 |
| 5년    | 1372년     | 임자(壬子) | 선광 2년        |
| 6년    | 1373년     | 계축(癸丑) | 선광 3년        |
| 7년    | 1374년     | 갑인(甲寅) | 선광 4년        |
| 8년    | 1375년     | 을묘(乙卯) | 선광 5년        |
| 9년    | 1376년     | 병진(丙辰) | 선광 6년        |
| 10년   | 1377년     | 정사(丁巳) | 선광 7년        |
| 홍무   | 서기(西紀) | 간지(干支) | 북원 연호       |
| 11년   | 1378년     | 무오(戊午) | 선광(宣光) 8년  |
| 12년   | 1379년     | 기미(己未) | 천원(天元) 원년 |
| 13년   | 1380년     | 경신(庚申) | 천원 2년        |
| 14년   | 1381년     | 신유(辛酉) | 천원 3년        |
| 15년   | 1382년     | 임술(壬戌) | 천원 4년        |
| 16년   | 1383년     | 계해(癸亥) | 천원 5년        |
| 17년   | 1384년     | 갑자(甲子) | 천원 6년        |
| 18년   | 1385년     | 을축(乙丑) | 천원 7년        |
| 19년   | 1386년     | 병인(丙寅) | 천원 8년        |
| 20년   | 1387년     | 정묘(丁卯) | 천원 9년        |
| 홍무   | 서기(西紀) | 간지(干支) | 북원 연호       |
| 21년   | 1388년     | 무진(戊辰) | 천원(天元) 10년 |
| 22년   | 1389년     | 기사(己巳) |                 |
| 23년   | 1390년     | 경오(庚午) |                 |
| 24년   | 1391년     | 신미(辛未) |                 |
| 25년   | 1392년     | 임신(壬申) |                 |
| 26년   | 1393년     | 계유(癸酉) |                 |
| 27년   | 1394년     | 갑술(甲戌) |                 |
| 28년   | 1395년     | 을해(乙亥) |                 |
| 29년   | 1396년     | 병자(丙子) |                 |
| 30년   | 1397년     | 정축(丁丑) |                 |
| 홍무   | 서기(西紀) | 간지(干支) |                 |
| 31년   | 1398년     | 무인(戊寅) |                 |
| (32년) | 1399년     | 기묘(己卯) |                 |
| (33년) | 1400년     | 경진(庚辰) |                 |
| (34년) | 1401년     | 신사(辛巳) |                 |
| (35년) | 1402년     | 임오(壬午) |                 |

## 동시대 연호

### 중국
- 대원(大元)
  - 지정(至正) (1341년 ~ 1370년)

- 북원(北元)
  - 선광(宣光) (1371년 ~ 1379년)
  - 천원(天元) (1379년 ~ 1388년)

- 중국(기타)
  - 명하국(明夏國) 개희(開熙) (1367년 ~ 1371년)
  - 팽옥림(彭玉琳) 천정(天定) (1386년)
  - 전구성(田九成) 용봉(龍鳳) (1397년)

### 베트남
- 쩐 왕조(陳朝)
  - 다이찌(大治) (1358년 ~ 1369년)
  - 다이딘(大定) (1369년 ~ 1370년)
  - 티에우카인(紹慶) (1370년 ~ 1372년)
  - 롱카인(隆慶) (1373년 ~ 1377년)
  - 쓰엉푸(昌符) (1377년 ~ 1388년)
  - 꽝타이(光泰) (1388년 ~ 1398년)
  - 끼엔떤(建新) (1398년 ~ 1400년)

### 일본
- 남조(南朝)
  - 쇼헤이(正平) (1346년 ~ 1370년)
  - 겐토쿠(建德) (1370년 ~ 1372년)
  - 분추(文中) (1372년 ~ 1375년)
  - 덴주(天授) (1375년 ~ 1381년)
  - 고와(弘和) (1381년 ~ 1384년)
  - 겐추(元中) (1384년 ~ 1392년)

- 북조(北朝)
  - 조지(貞治) (1362년 ~ 1368년)
  - 오안(應安) (1368년 ~ 1375년)
  - 에이와(永和) (1375년 ~ 1379년)
  - 고랴쿠(康曆) (1379년 ~ 1381년)
  - 에이토쿠(永德) (1381년 ~ 1384년)
  - 시토쿠(至德) (1384년 ~ 1387년)
  - 가케이(嘉慶) (1387년 ~ 1389년)
  - 고오(康應) (1389년 ~ 1390년)
  - 메이토쿠(明德) (1390년 ~ 1394년)

- 통일
  - 오에이(應永) (1394년 ~ 1428년)

## 같이 보기
- 중국의 연호 목록